# Stéarate de glycol
Le stéarate de glycol, monostéarate de glycol ou monostéarate d'éthylène glycol est un composé organique de formule moléculaire C20H40O3. C'est l'ester de l'acide stéarique et de l'éthylène glycol. Il est pratiquement insoluble dans l'eau et le n-hexane.
Il est utilisé comme ingrédient (tensioactif et émollient) dans de nombreux types de produits de soins personnels et de cosmétiques, notamment les shampooings, les revitalisants capillaires et les lotions pour la peau.